# Tramway de Prague
 (février 2012).
Si vous disposez d'ouvrages ou d'articles de référence ou si vous connaissez des sites web de qualité traitant du thème abordé ici, merci de compléter l'article en donnant les références utiles à sa vérifiabilité et en les liant à la section « Notes et références ».
Le réseau de tramway de la ville de Prague est le  réseau le plus important de Tchéquie. Il comprend 141 km pour vingt-six lignes de jour et neuf lignes de nuit. Le réseau transporte près de 340 millions de passagers par an et est exploité par l'entreprise publique Dopravní podnik hlavního města Prahy.

## Histoire

### Les omnibus
Les premiers omnibus apparaissent en 1875 sur la ligne Karlín- Théâtre national. La ligne est exploitée par un entrepreneur belge, Eduart Ottlet. Le réseau est étendu en 1876 en direction de Smíchov, puis en 1882 vers les quartiers de Vinohrady et de Žižkov. Le réseau atteint en 1883 20 kilomètres.

### L'électrification

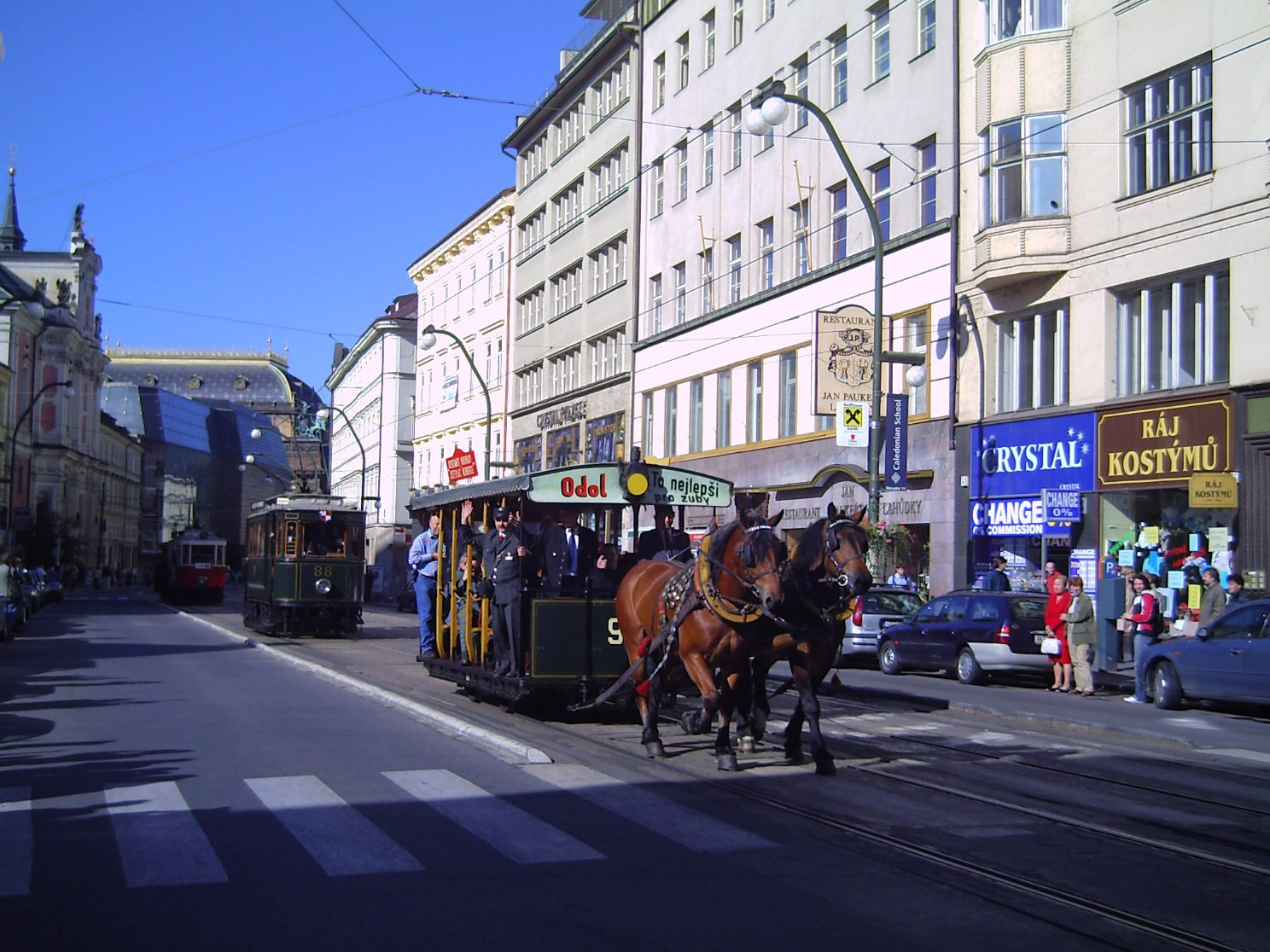
Tramway tiré par des chevaux au centre de Prague

L'électrification du réseau est l'œuvre de František Křižík, et intervient en 1891 à l'occasion de l'Exposition nationale qui se tient à Prague la même année. La première ligne électrifiée relie Letna au Parc des expositions. En 1896, toujours sous l'impulsion de Křižík, est inaugurée une ligne reliant Florenc à Libeň et Vysočany. Les quartiers d'Anděl et de Smíchov sont eux aussi reliés à un réseau en pleine expansion, ce qui incite les pouvoirs publics à y investir : une société publique détenue par la ville de Prague est créée à cet effet, qui prendra peu à peu le contrôle de toutes les lignes de tram. L'omnibus disparaît du paysage en 1905 lorsqu'est électrifiée la ligne d'omnibus qui traversait le Pont Charles, qui n'était pas réservé aux piétons à l'époque.

### L'expansion ultérieure
Stoppée par la guerre, l'expansion reprend dans les années 1920 et 1930 vers de nouveaux quartiers (Nusle, Dejvice, au rythme de la croissance de Prague qui est devenue en 1918 la capitale de la Tchécoslovaquie. Dès les années 1930 cependant, cette croissance trouve ses limites face à l'allongement des temps de trajet et la congestion d'artère comme Na příkopě (la Rue des Fossés, l'ancien Graben de la Prague austro-hongroise) et la place Venceslas, à l'époque parcourue par les trams de haut en bas et non plus seulement traversée à mi-hauteur de la place comme aujourd'hui.
Après la Seconde Guerre mondiale et l'instauration du communisme dans le pays, le réseau s'étendra encore vers les nouveaux quartiers créés dans les années 1950, 1960, et 1970 (Repy, Nove Kobilisy). Cette extension s'interrompt avec le lancement à la fin des années 1960 des travaux du métro, dont la première ligne sera inaugurée en 1974. Dans les années 1980, des aménagements libèrent certaines artères comme Na Příkopě, qui retrouve ainsi sa vocation première de rue piétonne.

### Plan de développement 2030
En 2017, le conseil municipal vote un plan de développement du réseau de tramway. Il planifie la réalisation de 30 extensions ou nouvelles lignes afin d'être moins dépendant du réseau autobus, le tout en trois phases. Trois extensions d'ici 2022 : 2,4 km de Divoká Šárka à Dědina, 1,9 km de Sídliště Barrandov à Slivenec et 2,1 km de Modřany à Libuš. Une seconde phase prévoit 16 projets d'ici 2030 et la dernière phase prévoit 11 derniers projets à valider d'ici 2030. Les extensions de Slivenec et Dědina ouvrent finalement mi-octobre 2023.
En 2021, une extension de 1,7 km est lancée pour la ligne 17, portant en mai 2023 le terminus de Sídliště Modřany jusqu'à Libuš. D'ici 2026, la ligne atteindra Nové Dvory (futur terminus de la ligne D)

## Aperçu général
Le réseau comporte les lignes de tram suivantes :

### Lignes de jour
| Ligne | Destinations                                               | Longueur                                                                  | Tracé |
| ----- | ---------------------------------------------------------- | ------------------------------------------------------------------------- | ----- |
| 1     | Sídliště Petřiny - Spojovací                               | 14,098 km                                                                 |       |
| 2     | Sídliště Petřiny - Nádraží Braník                          | 7,920 km                                                                  |       |
| 3     | Levského - Kobylisy                                        | 23,414 km                                                                 |       |
| 4     | Sídliště Barrandov - Čechovo náměstí                       | 7,390 km                                                                  |       |
| 5     | Sídliště Barrandov - Vozovna Žižkov                        | 9,104 km                                                                  |       |
| 6     | Vysočanská - Kubánské náměstí                              | 9,792 km                                                                  |       |
| 7     | Radlická - Depo Hostivař                                   | 13,774 km (18,369 km)                                                     |       |
| 8     | Nádraží Podbaba - Starý Hloubětín                          | 11,919 km                                                                 |       |
| 9     | Sídliště Řepy - Spojovací                                  | 17,328 km                                                                 |       |
| 10    | Sídliště Řepy - Sídliště Ďáblice                           | 22,184 km                                                                 |       |
| 11    | Spořilov - Spojovací                                       | 11,677 km                                                                 |       |
| 12    | Sídliště Barrandov - Výstaviště                            | 15,203 km                                                                 |       |
| 13    | Čechovo náměstí - Olšanské hřbitovy                        | 5,413 km                                                                  |       |
| 14    | Palmovka - Spořilov                                        | 17,248 km                                                                 |       |
| 15    | Kotlářka - Olšanské hřbitovy                               |                                                                           |       |
| 16    | (Sídliště Řepy) - Kotlářka - Spojovací                     | 13,659 km                                                                 |       |
| 17    | (Vozovna Kobylisy) - Kobylisy - Sídliště Modřany - (Libuš) | 22,731 km                                                                 |       |
| 18    | Nádraží Podbaba - Vozovna Pankrác                          | 13,693 km                                                                 |       |
| 19    | Pankrác - Lehovec                                          |                                                                           |       |
| 20    | Dědina - Sídliště Barrandov                                | 11,335 km (16,868 km)                                                     |       |
| 21    | Radlická - Sídliště Modřany                                | 12,020 km                                                                 |       |
| 22    | (Bílá Hora) - Vypich - Zahradní Město - (Nádraží Hostivař) | 20,921 km                                                                 |       |
| 23    | Královka - Zvonařka                                        |                                                                           |       |
| 24    | Náměstí Bratří Synků - Kobylisy                            | 15,593 km                                                                 |       |
| 25    | Bílá Hora - Lehovec                                        | 16,758 km                                                                 |       |
| 26    | Dědina - Nádraží Hostivař                                  | 20,262 km                                                                 |       |
| 41    | Vozovna Střešovice - Výstaviště                            | Ligne musée, circulant d'avril à novembre, les week-ends et jours fériés. |       |

### Lignes de nuit
Il existe un réseau de nuit comptant neuf lignes numérotées de 91 à 99 et circulant de minuit à quatre heures et demie du matin. Les conditions tarifaires sont les mêmes que durant la journée. Des policiers municipaux assurent la sécurité de la plupart des rames.
| Ligne | Destinations                         | Longueur  |
| ----- | ------------------------------------ | --------- |
| 91    | Divoká Šárka - Staré Strašnice       | 18,911 km |
| 92    | Lehovec - Sídliště Modřany           | 21,792 km |
| 93    | Sídliště Ďáblice - Vozovna Pankrác   | 16,014 km |
| 94    | Lehovec - Sídliště Barrandov         | 21,842 km |
| 95    | Vozovna Kobylisy - Ústřední dílny DP | 21,339 km |
| 96    | Petřiny - Spořilov                   | 16,824 km |
| 97    | Bílá Hora - Nádraží Hostivař         | 21,278 km |
| 98    | Spojovací - Sídliště Řepy            | 18,386 km |
| 99    | Sídliště Řepy - Nádraží Hostivař     | 20,517 km |

## Exploitation

### Le matériel roulant
Le tramway de Prague utilise plus de 800 rames de tramways, ainsi qu'un parc d'une vingtaine de véhicules destinés à la formation des conducteurs, aux travaux et au dépannage. En parallèle, le réseau fait circuler des tramways historiques que ce soit sur la ligne touristique 91 ou pour des services spéciaux. Le réseau dispose d'une trentaine de véhicules historiques.
De l'été 2015 à l'été 2016, la compagnie teste le EVO1 (ou Evička), une rame d'une section de 15 m fabriqué par un constructeur local. Si la production de ce modèle est lancé, le but est de viser les marchés étrangers et non pas le réseau de Prague.
En 2016, le réseau lance la rénovation des rames 14 T, retirées du service en 2014 à la suite d'un problème de fissures. Un premier prototype est dévoilé en avril 2016 et subit des essais afin de pouvoir lancer la rénovation du reste du parc. Le premier exemplaire rénové entre finalement en service début 2018, la rénovation des 57 rames s'étalera jusqu'en 2020.
À partir de 2016 a lieu la réforme des Tatra T6A5. Celle-ci s'achève mi-2020, 10 rames circulaient encore sur les 150 en mai 2020, une seule restera en service pour le musée.
Entre 2016 et 2019, le réseau vend 40 rames Tatra T6A5 au tramway de Sofia. Certaines rames sont passés par une rénovation avant de circuler sur leur nouveau réseau. En 2020, 15 rames supplémentaires du même modèle sont achetés à Prague, certains servant de pièces détachées pour le reste du parc.
Fin 2023, le réseau passe un accord avec Škoda portant jusqu'à 200 rames unidirectionnelles de 32 m de long. Il s'agit d'une évolution de la plateforme ForCity déjà en circulation sur le réseau via la série Škoda 15 T. Une commande initiale de 40 exemplaires est signé pour livraison sur 2025-2026.
| Image | Constructeur | Modèle       | Année de livraison | Nombre                                          | Numérotation |
| ----- | ------------ | ------------ | ------------------ | ----------------------------------------------- | ------------ |
|       | Tatra        | T3SU         | 1983               | 20                                              | 7001 à 7020  |
|       | Tatra        | T3SUCS       | 1984 - 1986        | 271                                             | 7021 à 7292  |
|       | Tatra        | T3M          |                    | 99                                              | 8005 à 8106  |
|       | Tatra        | T3R.PV       | 2003 à 2007        | 35                                              | 8151–8185    |
|       | Tatra        | T3R.PLF      | 2006 - 2011        | 33                                              | 8251-8283    |
|       | ČKD          | T6A5         | 1995 à 1997        | 150 (réforme progressive de 2016 à 2020)        | 8601 à 8750  |
|       | ČKD          | KT8D5        | 1986 – 1990        | 47                                              | 9001 à 9048  |
|       | ČKD          | KT8D5R.N2P   | 2004 – 2011        | 46                                              | 9051 à 9097  |
|       | Skoda        | 14 T         | 2006 - 2008        | 60                                              | 9111 à 9170  |
|       | Skoda        | 15 T         | 2010 - 2015,       | 125                                             | 9201 à 9325  |
|       | Skoda        | 15 T4        | 2015 - 2019        | 125                                             | 9326 à 9575  |
|       | Tatra        | T3/T3M/T3R.P |                    | 24 (tramways écoles, de travaux, de dépannages) | 54xx et 55xx |

### Les dépôts
Le réseau compte 7 dépôts ainsi qu'un dépôt supplémentaire où est hébergé le musée des transports de la ville.

## Tarification

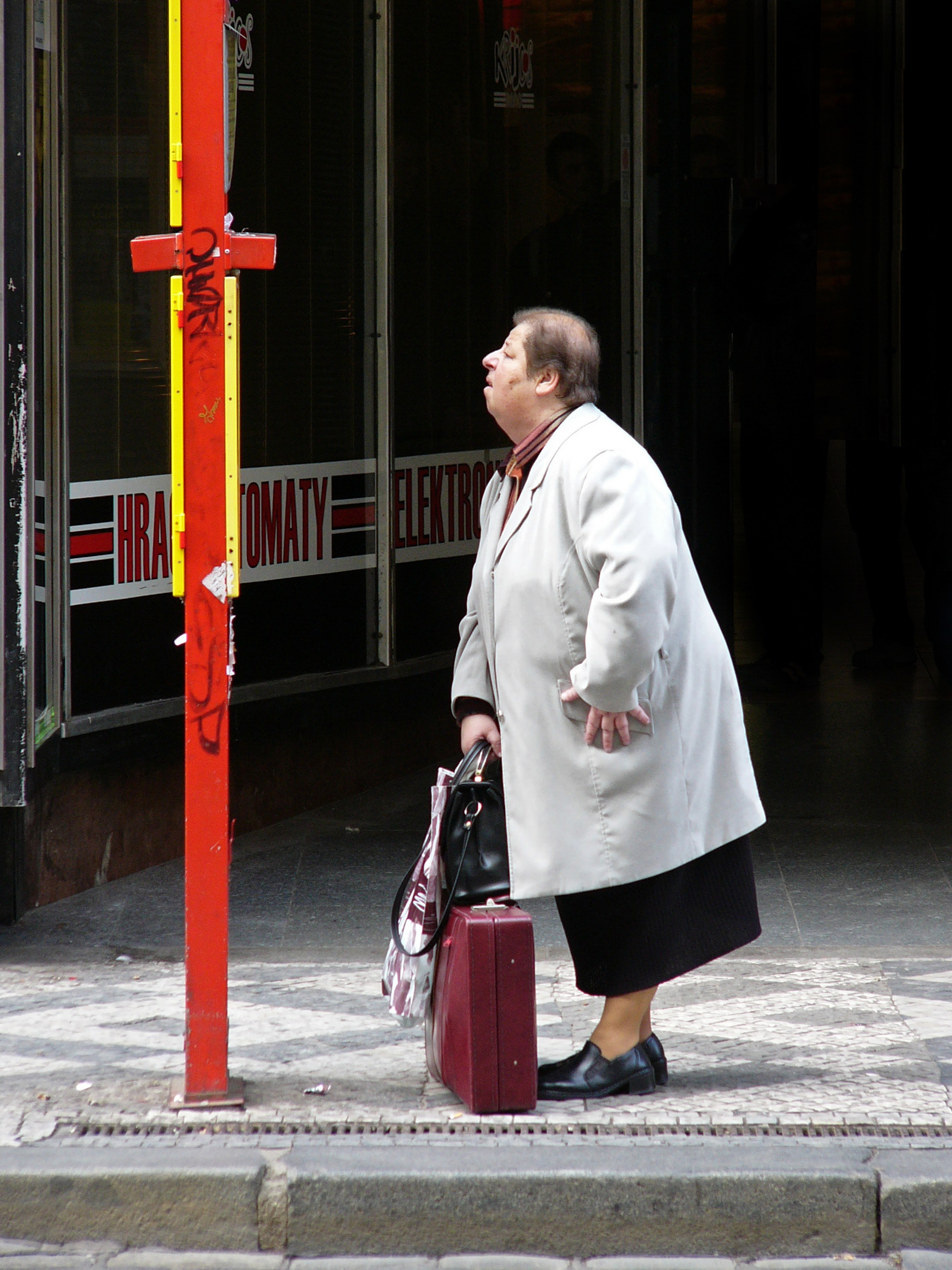
Dame consultant les horaires du tram.

Les horaires de jour vont de 4 h 30 du matin à 1 heure du matin. Un service continu du matin au soir est assuré sur la plupart des lignes. Les lignes les plus fortes ont une fréquence de cinq minutes en heures de pointe.
Seules les stations les plus importantes ou modernisées sont équipés de distributeurs de billets. Il est possible d'acheter des billets à bord des tramways uniquement en paiement sans contact et également dans les bureaux de tabac ou par téléphone portable, par l'envoi d'un SMS surtaxé.

### Tarification 2019
La tarification vaut pour tous les modes de transport public :
- 30 CZK pour 30 minutes,
- 40 CZK pour 90 minutes,
- 110 CZK pour 24 heures,
- 330 CZK pour 72 heures,
- Abonnements variables.